# Peltosaari (ö i Kajanaland, Kehys-Kainuu, lat 64,28, long 29,14)
Peltosaari är en ö i Finland. Den ligger i sjön Kellojärvi och Korpijärvi och i kommunen Kuhmo i den ekonomiska regionen  Kehys-Kainuu  och landskapet Kajanaland, i den centrala delen av landet, 500 km nordost om huvudstaden Helsingfors. Öns area är 0,3 hektar och dess största längd är 80 meter i öst-västlig riktning.